# Chiloglanis ruziziensis
Chiloglanis ruziziensis е вид лъчеперка от семейство Mochokidae. Видът е критично застрашен от изчезване.

## Разпространение
Разпространен е в Бурунди и Руанда.